# دریاچه اوبینسکویه
دریاچه اوبینسکویه (به لاتین: Lake Ubinskoye) یک دریاچه در روسیه است که در استان نووسیبیرسک واقع شده‌است.